# Azaghar N'Irs
Azaghar N'Irs är en ort i Marocko.   Den ligger i regionen Souss-Massa, 400 km söder om huvudstaden Rabat.